# وزنه‌بردار سال جهان
جایزهٔ وزنه‌بردار سال جهان IWF جایزه‌ای است که می‌تواند توسط وزنه‌برداران شرکت‌کننده در رقابت‌های ورزش وزنه‌برداری که از سوی فدراسیون بین‌المللی وزنه‌برداری (IWF) سازماندهی می‌شود، کسب شود.

## مردان
| سال  | برنده            | کشور      | منبع   |
| ---- | ---------------- | --------- | ------ |
| ۱۹۸۲ | بلاگوی بلاگوئف   | بلغارستان | [ ۱ ]  |
| ۱۹۸۳ | بلاگوی بلاگوئف   | بلغارستان | [ ۱ ]  |
| ۱۹۸۴ | نعیم سلیمانوف    | بلغارستان | [ ۱ ]  |
| ۱۹۸۵ | نعیم سلیمانوف    | بلغارستان | [ ۱ ]  |
| ۱۹۸۶ | نعیم سلیمانوف    | بلغارستان | [ ۱ ]  |
| ۱۹۸۷ | میخائیل پتروف    | بلغارستان | [ ۱ ]  |
| ۱۹۸۸ | نعیم سلیمان‌اوغلو | ترکیه     | [ ۱ ]  |
| ۱۹۸۹ | ایوان ایوانوف    | بلغارستان | [ ۱ ]  |
| ۱۹۹۰ | ایوان ایوانوف    | بلغارستان | [ ۱ ]  |
| ۱۹۹۱ | چون بیونگ-کوان   | کرهٔ جنوبی | [ ۱ ]  |
| ۱۹۹۲ | نعیم سلیمان‌اوغلو | ترکیه     | [ ۱ ]  |
| ۱۹۹۳ | نیکولای پاشالوف  | بلغارستان | [ ۱ ]  |
| ۱۹۹۴ | الکسی پتروف      | روسیه     | [ ۱ ]  |
| ۱۹۹۵ | پیروس دیماس      | یونان     | [ ۱ ]  |
| ۱۹۹۶ | نعیم سلیمان‌اوغلو | ترکیه     | [ ۱ ]  |
| ۱۹۹۷ | آندری چمرکین     | روسیه     | [ ۱ ]  |
| ۱۹۹۸ | پلامن ژلیازکوف   | بلغارستان | [ ۱ ]  |
| ۱۹۹۹ | خلیل موتلو       | ترکیه     | [ ۱ ]  |
| ۲۰۰۰ | حسین رضازاده     | ایران     | [ ۱ ]  |
| ۲۰۰۱ | خلیل موتلو       | ترکیه     | [ ۱ ]  |
| ۲۰۰۲ | حسین رضازاده     | ایران     | [ ۱ ]  |
| ۲۰۰۳ | حسین رضازاده     | ایران     | [ ۱ ]  |
| ۲۰۰۴ | حسین رضازاده     | ایران     | [ ۱ ]  |
| ۲۰۰۵ | ایلیا ایلین      | قزاقستان  | [ ۱ ]  |
| ۲۰۰۶ | ایلیا ایلین      | قزاقستان  | [ ۲ ]  |
| ۲۰۰۷ | آندری ریباکو     | بلاروس    | [ ۳ ]  |
| ۲۰۰۸ | ماتیاس اشتاینر   | آلمان     | [ ۴ ]  |
| ۲۰۰۹ | لو شیائوجون      | چین       | [ ۵ ]  |
| ۲۰۱۰ | بهداد سلیمی      | ایران     | [ ۶ ]  |
| ۲۰۱۱ | حاجی‌مراد آکائف   | روسیه     | [ ۷ ]  |
| ۲۰۱۲ | بهداد سلیمی      | ایران     | [ ۸ ]  |
| ۲۰۱۳ | روسلان آلبگوف    | روسیه     | [ ۹ ]  |
| ۲۰۱۴ | ایلیا ایلین      | قزاقستان  | [ ۱۰ ] |
| ۲۰۱۵ | ایلیا ایلین      | قزاقستان  | [ ۱۱ ] |
| ۲۰۱۶ | کیانوش رستمی     | ایران     | [ ۱۲ ] |
| ۲۰۱۷ | لاشا تالاخادزه   | گرجستان   | [ ۱۳ ] |
| ۲۰۱۸ | لاشا تالاخادزه   | گرجستان   | [ ۱۴ ] |
| ۲۰۱۹ | لاشا تالاخادزه   | گرجستان   | [ ۱۵ ] |

## زنان
| سال  | برنده              | کشور                | منبع   |
| ---- | ------------------ | ------------------- | ------ |
| ۱۹۹۱ | سون چایان          | چین                 | [ ۱ ]  |
| ۱۹۹۲ | پنگ لیپینگ         | چین                 | [ ۱ ]  |
| ۱۹۹۳ | چن شو-چیه          | تایوان              | [ ۱ ]  |
| ۱۹۹۴ | گوان هونگ          | چین                 | [ ۱ ]  |
| ۱۹۹۵ | چن شو-چیه          | تایوان              | [ ۱ ]  |
| ۱۹۹۶ | لی هونگیون         | چین                 | [ ۱ ]  |
| ۱۹۹۷ | تانگ ویفانگ        | چین                 | [ ۱ ]  |
| ۱۹۹۸ | تانگ ویفانگ        | چین                 | [ ۱ ]  |
| ۱۹۹۹ | دینگ مییوان        | چین                 | [ ۱ ]  |
| ۲۰۰۰ | دینگ مییوان        | چین                 | [ ۱ ]  |
| ۲۰۰۱ | والنتینا پوپووا    | روسیه               | [ ۱ ]  |
| ۲۰۰۲ | وانگ مینگجوآن      | چین                 | [ ۱ ]  |
| ۲۰۰۳ | لیو چونهونگ        | چین                 | [ ۱ ]  |
| ۲۰۰۴ | لیو چونهونگ        | چین                 | [ ۱ ]  |
| ۲۰۰۵ | پاوینا تونگسوک     | تایلند              | [ ۱ ]  |
| ۲۰۰۶ | چن یانچینگ         | چین                 | [ ۲ ]  |
| ۲۰۰۷ | جانگ می ران        | کرهٔ جنوبی           | [ ۳ ]  |
| ۲۰۰۸ | لیو چونهونگ        | چین                 | [ ۴ ]  |
| ۲۰۰۹ | جانگ می ران        | کرهٔ جنوبی           | [ ۵ ]  |
| ۲۰۱۰ | اسوتلانا پودوبدووا | قزاقستان            | [ ۶ ]  |
| ۲۰۱۱ | سوتلانا تزاراوکیوف | روسیه               | [ ۷ ]  |
| ۲۰۱۲ | زولفیا چینشانلو    | قزاقستان            | [ ۸ ]  |
| ۲۰۱۳ | تاتیانا کاشیرینا   | روسیه               | [ ۹ ]  |
| ۲۰۱۴ | تاتیانا کاشیرینا   | روسیه               | [ ۱۰ ] |
| ۲۰۱۵ | هسو شوچینگ         | تایوان              | [ ۱۱ ] |
| ۲۰۱۶ | سوپیتا تنسان       | تایلند              | [ ۱۲ ] |
| ۲۰۱۷ | لیدیا والنتین      | اسپانیا             | [ ۱۳ ] |
| ۲۰۱۸ | لیدیا والنتین      | اسپانیا             | [ ۱۴ ] |
| ۲۰۱۹ | کاترین نیه         | ایالات متحده آمریکا | [ ۱۵ ] |